# Čestmír Císař
Čestmír Císař (2. ledna 1920 Hostomice nad Bílinou – 24. března 2013 Praha) byl český a československý politik Komunistické strany Československa, ministr školství vlády ČSSR, poúnorový poslanec Národního shromáždění ČSSR, diplomat, předseda České národní rady a poslanec Sněmovny národů Federálního shromáždění na přelomu 60. a 70. let. Byl výraznou postavou reformního hnutí během pražského jara. Za normalizace byl politicky pronásledován. V 80. letech byl aktivní v opozičním hnutí reformních komunistů Obroda.

## Biografie
Ve 30. letech absolvoval reálné gymnasium v Duchcově a pokračoval ve studiu ve Francii. Ve druhé polovině 30. let studoval na Lycée Carnot v Dijonu, za okupace pracoval v letech 1939–1942 jako účtárenský úředník První české vzájemné pojišťovny v Praze a zaměstnanec vinných sklepů. Do roku 1945 byl vedoucím kanceláře firmy Brača Kristovič v Praze. Po válce studoval na Filozofické fakultě Univerzity Karlovy, kde dokončil studium roku 1948.
Do KSČ vstoupil v roce 1945. Tehdy byl sekretářem Sociologického ústavu v Praze. Od roku 1946 zastával stranické funkce. Po dva roky působil jako referent kulturně propagačního oddělení ÚV KSČ. Do roku 1952 pak zastupoval vedoucího odboru, později byl vedoucím oddělení ÚV KSČ. Od roku 1952 do roku 1957 byl vedoucím oddělení a později tajemníkem Krajského výboru KSČ v Plzni (v této funkci se podílel na potlačení plzeňského povstání roku 1953). V roce 1957 se stal zástupcem hlavního redaktora Rudého práva a v roce 1961 hlavním redaktorem listu Nová mysl. V roce 1963 byl zvolen tajemníkem ÚV KSČ (v této funkci od dubna do září 1963, zároveň členem sekretariátu ÚV KSČ). V témže roce byl ale z této funkce odvolán a jmenován ministrem školství a kultury ve vládě Jozefa Lenárta. Tento post zastával v letech 1963–1965. Získal si zde pověst liberálního a reformního politika. Antonín Novotný a jeho mocenská skupina ho proto z ministerské funkce stáhl a v roce 1965 pověřil postem velvyslance ČSSR v Rumunsku.
Ve volbách roku 1964 byl zvolen za KSČ do Národního shromáždění ČSSR za Jihomoravský kraj. V Národním shromáždění zasedal do prosince 1966, kdy rezignoval na poslaneckou funkci. Nahradil ho Čeněk Procházka.
Jeho politická kariéra vyvrcholila během pražského jara v roce 1968. V březnu 1968 byl z dosavadní funkce velvyslance v Rumunsku povolán zpět do Prahy, kde byl zpočátku pověřen vedením stranické práce na úseku školství a vědy na ÚV KSČ a během několika měsíců se stal tajemníkem ÚV KSČ (v období březen – srpen 1968 byl členem sekretariátu ÚV KSČ). Jeho nástup do vrcholných funkci patřil mezi několik nejvýznamnějších personálních změn v první fázi reformního procesu. Část vysokoškolských studentů ho dokonce po abdikaci Antonína Novotného navrhovala do úřadu prezidenta republiky. Při oslavách 150. výročí narození Karla Marxe prohlásil, že leninismus se ke škodě věci stal jednou povolenou interpretací Marxova díla. V červenci 1968 se stal předsedou České národní rady, která byla tehdy nově utvořena jako přípravný zákonodárný orgán českých zemích v rámci federalizaci Československa (skutečné ústavní pravomoci získala až po provedení federalizace od počátku roku 1969).
Hned po invazi vojsk Varšavské smlouvy do Československa byl zadržen, ale následně propuštěn. Česká národní rada a další orgány proti jeho zadržení vydala ostrý protest.
Vysočanský sjezd KSČ 22. srpna 1968 ho zvolil členem Ústředního výboru Komunistické strany Československa. V srpnu 1968 byl rovněž členem předsednictva a sekretariátu ÚV KSČ. Od prosince 1968 do září 1969 byl členem Byra ÚV KSČ pro řízení stranické práce v českých zemích.
Po federalizaci Československa usedl roku 1969 do Sněmovny národů Federálního shromáždění, kde setrval do července 1970, kdy rezignoval. V letech 1969–1970 zasedal i v České národní radě, kde zároveň zastával funkci jejího předsedy. I na tento post v roce 1970 rezignoval.
Jeho posrpnový ústup z politiky probíhal nejednoznačně. Petr Pithart jeho chování komentoval následovně: „jeho pokus udržet se byl na hranici etické přípustnosti“. Zdeněk Mlynář zase vzpomíná, že měl na otázku svého dalšího profesního uplatnění odpovědět „pod deset tisíc nejdu“. V roce 1970 byl vyloučen z KSČ. Za normalizace byl zbaven všech funkcí a žil v ústraní. V letech 1970 až 1982 byl odborným pracovníkem Státního památkového ústavu. Nepodepsal Chartu 77 a politicky aktivní byl až koncem 80. let v opozičním hnutí reformních komunistů Klub za demokratický socialismus Obroda, které spoluzakládal. Příležitostně publikoval v samizdatu pod pseudonymem Laureatus.
Během sametové revoluce se snažil pro klub Obroda získat zastoupení ve vládě a vedl o tom rozhovory s Ladislavem Adamcem, což ale Občanské fórum odmítlo. V prosinci 1989 se jeho jméno znovu objevilo mezi možnými uchazeči o funkci hlavy státu. Jeho kandidaturu tentokrát navrhl tehdejší Socialistický svaz mládeže, on sám však ustoupil Václavu Havlovi a kandidaturu stáhl. Dne 21. prosince 1989 byl jmenován velvyslancem se zvláštním posláním. Působil jako poradce nového ministra zahraničních věcí Jiřího Dienstbiera a v roce 1991 se stal československým velvyslancem u Rady Evropy. Na základě lustračního zákona byl ale krátce na to odvolán.
V roce 2010 rozšířil řady nově vzniklé Strany práv občanů Zemanovci, což tehdy oznámil její předseda a zakladatel Miloš Zeman. Pro pokročilý věk se však do politiky této strany nijak nezapojil.
Byl literárně činný a vydal několik knih, mezi nimi i obšírné paměti. Od roku 1990 byl aktivním členem Masarykova demokratického hnutí.[zdroj?]
Zemřel 24. března 2013 v Praze.

## Státní vyznamenání
- Vyznamenání Za zásluhy o výstavbu, 1958[18]

## Dílo
- Člověk a politik: kniha vzpomínek a úvah. Praha: ETC Publishing, 1998. 668 s. ISBN 80-86006-59-X.
- Moji českoslovenští presidenti. Praha: Slávy dcera, 2006. 134 s. ISBN 80-903725-0-3.
- Paměti : nejen o zákulisí Pražského jara. Praha: SinCon, 2005. 1281 s. ISBN 80-239-5900-X.